# Montfort (Wisconsin)
Pour les articles homonymes, voir Montfort.
Montfort est un village des comtés de Grant et d'Iowa, dans l'État du Wisconsin, aux États-Unis. En 2020, il comptait une population de 705 habitants.